# Tríade de Virchow
A tríade de Virchow é uma teoria elaborada pelo patologista alemão Rudolf Virchow (1821-1902). A tríade é composta por três categorias de fatores que contribuem para a trombose venosa e trombose arterial:
1. Lesão ao endotélio vascular
2. Estase venosa (Diminuição no fluxo sanguíneo)
3. Alterações na constituição do sangue (hipercoagulabilidade)

## Causas
Dentre as causas congênitas destacam-se:
- Fator V de Leiden,
- Hiper-homocisteinemia,
- Mutação 20210A do gene da protrombina,
- Antitrombina III,
- Deficiência da proteína C ou da proteína S.

E dentre as causas adquiridas:
- Anticorpos antifosfolipídios,
- Neoplasias,
- Gestação e puerpério,
- Pós-cirúrgico,
- Traumas físicos,
- Imobilização prolongada,
- Uso dos anticoncepcionais.

### Fatores de risco
É mais comum em pessoas com:
- Histórico de tromboembolismo venoso,
- Histórico de embolia pulmonar,
- Varizes,
- Obesidade,
- Fumantes,
- Maior idade (superior aos 40 anos),
- Insuficiência cardíaca.

### Lesão Endotelial
É a maior e a mais frequente influencia na indução da trombose, pois, a integridade estrutural e funcional do endotélio são essenciais para a manutenção da fluidez do sangue. A lesão do endotélio por si só é suficiente para gerar a trombose. Principais causas: aterosclerose (mais importante), traumas mecânicos e pontos de estresse hemodinâmicos (como a bifurcação da artéria carótida), ação de agentes bacterianos* (artrites e flebites), lesões imunológicas (deposição de imunocomplexos, rejeição de transplantes), erosão da parede vascular por células neoplásicas.
Cardíaca
Endocardite bacteriana (geralmente valva mitral ou aórtica); endocardite reumatismal (importante causa de lesão endocárdica e trombose em valvas e câmaras cardíacas); infarto do miocárdio em localização subendocárdica (comum), pode lesar o endocárdio e originar a trombose.

### Alterações do fluxo sanguíneo
As principais são a estase (Fluxo sanguíneo lento) e o turbulência (perda do fluxo linear saudável).
Na lentificação do fluxo, os elementos figurados do sangue passam a circular mais próximo do endotélio, aumentando a probabilidade de as plaquetas entrarem em contato com o colágeno subendotelial (caso haja lesão endotelial); também a estase permite o acúmulo de fatores de coagulação ativados por retardar a sua remoção. Por exemplo a trombose venosa profunda em pacientes acamados, principalmente quando o retorno venoso é retardado por colocação de travesseiros, ou por varizes, como também em pacientes com histórico recente de viagens longas (mais de 4 horas) e a trombose em fundo de saco, como aurículas dilatadas em corações insuficientes e com fibrilação atrial, ou em aneurismas.
A turbulência do fluxo, por sua vez, traumatiza a túnica íntima vascular ou o endocárdio, e também predispõe a uma maior adesão de plaquetas. No fluxo sanguíneo laminar ou normal, a porção mais periférica da coluna sanguínea está livre de todos os elementos figurados, mas, no fluxo turbulento, as plaquetas tocam o endotélio com maior frequência, fato comum em bifurcações arteriais e sacos aneurismáticos.

### Hipercoagulabilidade do sangue
São modificações na composição do sangue que facilitam a trombose, na grande maioria dos casos é devido ao aumento dos níveis plasmáticos de tromboplastinas teciduais, que ativam a coagulação pela via extrínseca, sendo de grande importância na coagulação intravascular disseminada (CID) que ocorre, por exemplo, em politraumatizados graves, grandes queimados, pós-operatório de grandes cirurgias - especialmente com circulação extra-corpórea prolongada -, câncer disseminado, descolamento prematuro da placenta, feto morto retido. Outras causas da hipercoagulabilidade do sangue são: a desidratação, a anemia falciforme, os estrógenos (inseridos em contraceptivos orais) e a própria gravidez.
Pode ser tratada com anticoagulantes, como warfarina, ou antiplaquetários, como a aspirina, porém eles favorecem grandes hemorragias que podem ser fatais, transtornos renais e úlceras gástricas, então devem ser tomados com cautela.